# 埃米利亚诺·马丁内斯
达米安·埃米利亚诺·马丁内斯（西班牙語：Damián Emiliano Martínez，1992年9月2日—），綽號迪布（Dibu），是一名阿根廷足球运动员，场上位置是守门员，目前效力于英超球队阿士東維拉並擔任副隊長。代表阿根廷国家足球队参加国际比赛。2022年帮助阿根廷夺得世界盃，並獲得当届金手套獎。身材高大，彈跳優秀，防禦覆蓋面廣。 反應速度快，球路預判能力極強，選位亦十分優秀，是現役最佳門將之一。

## 早年
馬天尼斯1992年9月2日於阿根廷马德普拉塔出生，是家中次子。父親是當地的足球員。他家境貧困，甚至曾三餐不繼。

## 球會生涯

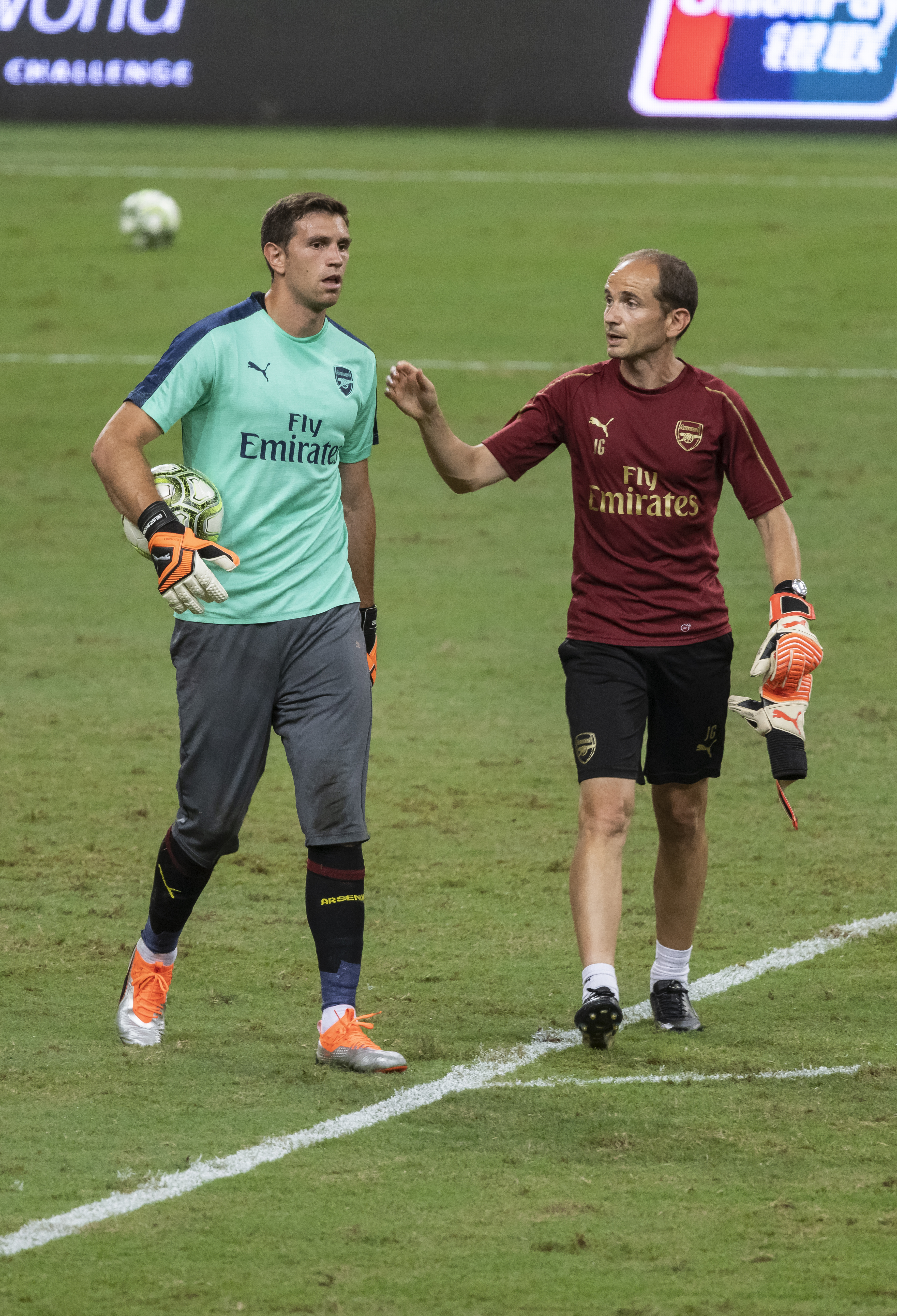
2018年，於国际冠军杯比賽前的馬天尼斯

### 獨立隊
馬天尼斯於阿根廷马德普拉塔出生，於獨立隊開始其職業生涯。16歲時，被邀請加入阿仙奴U17青年軍。

### 阿森纳

#### 早期外借
由於英格蘭乙組足球聯賽球會牛津联陣中門將瑞恩·克拉克、韋恩·布朗受傷，加上康納·里普利完結外借期，馬天尼斯被外借至牛津联。2012年5月5日，他於聯賽煞科戰對陣上陣，最終球隊以3比0勝出。

#### 聯賽盃上陣
2012年8月26日和9月2日，馬天尼斯在對陣史篤城和利物浦的聯賽比賽中出任後備門將，因和烏卡什·法比安斯基雙雙受傷。9月26日，馬天尼斯在英格蘭聯賽盃第3圈對陣高雲地利時，首次代表阿仙奴上陣。他於聯賽盃第4圈對陣雷丁的比賽中，第2次為阿仙奴上陣，該場比賽球隊曾以0比4落後，其後反勝7比5晉級第5圈。

#### 谢周三（外借）
2013年10月15日，馬天尼斯被緊急外借至英格蘭足球冠軍聯賽球會谢周三，為期28日。11月14日，阿仙奴宣佈延長外借期至2014年1月1日。11月23日，他在對陣哈德斯菲尔德時首次代表球隊上陣。其後，球會宣佈外借期將延長至賽季完結。

#### 出任球隊後備門將
2014年8月10日，馬天尼斯在2014年英格蘭社區盾的比賽中擔任後備，未有被派遣上陣，球隊最終以3比0勝出贏得英格蘭社區盾。馬天尼斯在歐洲聯賽冠軍盃對陣的比賽中首次代表阿仙奴上陣，最終球隊以2比1勝出。於對陣曼聯的比賽中，他於下半場後備入替受傷的，首次在英超上陣。
因為和2名門將皆受傷，馬天尼斯在對陣的比賽中正選上陣，協助球隊保持不失球，以2比0勝出。他於比賽中的「零失誤」表現令他入選歐洲聯賽冠軍盃的本輪最佳陣容。11月29日，他在對陣西布朗時首次於聯賽正選上陣，4日後於對陣修咸頓的比賽中再次正選上陣，兩場比賽皆以1比0勝出。

#### 罗瑟勒姆（外借）
2015年3月20日，馬天尼斯被緊急外借至英格蘭足球冠軍聯賽球會罗瑟勒姆，直至賽季完結。次日，他在對陣谢周三的比賽中首次為球隊上陣，但球隊在補時階段被對手連進兩球，於主場以2比3落敗。

#### 續任球隊後備門將
2015年8月2日，馬天尼斯在2015年英格蘭社區盾的比賽中擔任的後備，於比賽並沒有被派遣上場，最終阿仙奴小勝車路士1比0奪標。在8月11日，馬天尼斯被外借至英格蘭足球冠軍聯賽球會狼隊，為期1個賽季。
2017年4月5日，馬天尼斯在主勝韋斯咸3比0的聯賽時，首次於2016-17賽季聯賽上陣。

#### 基達菲（外借）
2017年8月2日，馬天尼斯被外借至西班牙甲組足球聯賽球會基達菲，為期1年。

#### 雷丁（外借）
2019年1月23日，馬天尼斯被外借至英格蘭冠軍足球聯賽球會雷丁，直至賽季結束。1月29日，他於對陣保頓時首次上陣，並於數日後對陣阿士東維拉時獲得全場最佳球員。

#### 阿仙奴正選門將
2020年6月20日，在對陣白禮頓的比賽中受傷，馬天尼斯後備入替，自2016-17賽季後首次於英超上陣。直至賽季完結，他一直擔任球隊的正選門將，其出色的表現亦被稱讚，其中前球隊射手表示他效力阿仙奴期間的表現具統治力和出色。8月1日，馬天尼斯以正選上陣2020年英格蘭足總盃決賽，助球隊贏得第14次冠軍，賽後他於捧盃後激動落淚。

### 阿斯頓維拉
2020年9月16日，阿斯頓維拉以2000萬英鎊從阿森納簽下達米安·馬丁內斯，並提供為期四年的合約。
後來合約再續期至2027年。
2020年9月21日，馬丁內斯在球隊對上雪菲爾聯的主場比賽中首次亮相。
2023年4月1日，阿斯顿维拉在联赛中客场2-0击败切尔西，马丁内斯打破球队队史零封纪录，在100场比赛中34次零封对手。
当赛季，马丁内斯帮助阿斯顿维拉以英超第七名的成绩时隔13年再次进军欧战赛事。

## 國家隊生涯
2011年6月，馬天尼斯首次獲阿根廷國家足球隊徵召，代替列入對陣尼日利亞國家足球隊的比賽。
2020年10月，馬丁內斯再次獲得阿根廷國家足球隊徵召。
2021年6月3日，马丁内斯在2022年世界盃南美洲區外圍賽對陣智利的比賽完成國家隊首秀。
2021年6月，马丁内斯入選了阿根廷參加2021年美洲國家盃的大名單。 7月10日，他幫助了阿根廷隊獲得美洲盃冠軍，並當選美洲盃最佳門將。
2022年11月，馬丁內斯獲得阿根廷國家足球隊徵召出戰2022年世界盃，並穿上23號球衣。在阿根廷與荷蘭對決的12碼對決時接連擋下2球，幫助阿根廷晉級四強，四強賽中也成功零封克羅地亞並晉級決賽。而他也在对阵法国的决赛奉献多次撲救，關鍵在加時賽123分鐘中，撲出一個單刀球，並於點球大戰中再度撲出一球，這是馬丁內斯的封神之戰。成功幫助阿根廷自1986年后再度捧起大力神杯。凭借在一届世界杯中主导两次點球大戰的优异表现，他也獲得世界盃金手套獎。

## 生涯統計
截至2021年10月11日
| 球會             | 賽季        | 聯賽               | 聯賽 | 聯賽 | 足總盃 | 足總盃 | 聯賽盃 | 聯賽盃 | 其他 | 其他 | 總計 | 總計 |
| 球會             | 賽季        | 聯賽               | 出場 | 入球 | 出場   | 入球   | 出場   | 入球   | 出場 | 入球 | 出場 | 入球 |
| ---------------- | ----------- | ------------------ | ---- | ---- | ------ | ------ | ------ | ------ | ---- | ---- | ---- | ---- |
| 阿森纳           | 2011-12賽季 | 英格兰足球超级联赛 | 0    | 0    | 0      | 0      | 0      | 0      | 0    | 0    | 0    | 0    |
| 阿森纳           | 2012-13賽季 | 英格兰足球超级联赛 | 0    | 0    | 0      | 0      | 2      | 0      | 0    | 0    | 2    | 0    |
| 阿森纳           | 2013-14賽季 | 英格兰足球超级联赛 | 0    | 0    | 0      | 0      | 0      | 0      | 0    | 0    | 0    | 0    |
| 阿森纳           | 2014-15賽季 | 英格兰足球超级联赛 | 4    | 0    | 0      | 0      | 0      | 0      | 2    | 0    | 6    | 0    |
| 阿森纳           | 2015-16賽季 | 英格兰足球超级联赛 | 0    | 0    | 0      | 0      | 0      | 0      | 0    | 0    | 0    | 0    |
| 阿森纳           | 2016-17賽季 | 英格兰足球超级联赛 | 2    | 0    | 0      | 0      | 3      | 0      | 0    | 0    | 5    | 0    |
| 阿森纳           | 2017-18賽季 | 英格兰足球超级联赛 | 0    | 0    | 0      | 0      | 0      | 0      | 0    | 0    | 0    | 0    |
| 阿森纳           | 2018-19賽季 | 英格兰足球超级联赛 | 0    | 0    | 0      | 0      | 0      | 0      | 1    | 0    | 1    | 0    |
| 阿森纳           | 2019-20賽季 | 英格兰足球超级联赛 | 9    | 0    | 6      | 0      | 2      | 0      | 6    | 0    | 23   | 0    |
| 阿森纳           | 總計        | 總計               | 15   | 0    | 6      | 0      | 7      | 0      | 9    | 0    | 37   | 0    |
| 牛津联（外借）   | 2011-12賽季 | 英格蘭足球乙級聯賽 | 1    | 0    | 0      | 0      | 0      | 0      | 0    | 0    | 1    | 0    |
| 谢周三（外借）   | 2013-14賽季 | 英格蘭足球冠軍聯賽 | 11   | 0    | 4      | 0      | 0      | 0      | 0    | 0    | 15   | 0    |
| 罗瑟勒姆（外借） | 2014-15賽季 | 英格蘭足球冠軍聯賽 | 8    | 0    | 0      | 0      | 0      | 0      | 0    | 0    | 8    | 0    |
| 狼隊（外借）     | 2015-16賽季 | 英格蘭足球冠軍聯賽 | 13   | 0    | 0      | 0      | 2      | 0      | 0    | 0    | 15   | 0    |
| 基達菲（外借）   | 2017-18賽季 | 西班牙甲組足球聯賽 | 5    | 0    | 2      | 0      | —      | —      | 0    | 0    | 7    | 0    |
| 雷丁（外借）     | 2018-19賽季 | 英格蘭足球冠軍聯賽 | 18   | 0    | 0      | 0      | 0      | 0      | —    | —    | 18   | 0    |
| 阿斯頓維拉       | 2020-21賽季 | 英格兰足球超级联赛 | 38   | 0    | 0      | 0      | 0      | 0      | 0    | 0    | 38   | 0    |
| 阿斯頓維拉       | 2021-22賽季 | 英格兰足球超级联赛 | 6    | 0    | 0      | 0      | 0      | 0      | 0    | 0    | 6    | 0    |
| 生涯總計         | 生涯總計    | 生涯總計           | 114  | 0    | 12     | 0      | 9      | 0      | 9    | 0    | 145  | 0    |

1. ↑  曾於歐洲聯賽冠軍盃上陣
2. ↑  曾於欧足联欧洲联赛上陣
3. ↑  曾於欧足联欧洲联赛上陣

## 榮譽

### 球會
阿仙奴
- 英格蘭社區盾冠軍：2014、2015[4]、2020
- 英格蘭足總盃冠軍：2019–20[35]

### 國家隊
阿根廷
- 南美超級經典盃冠軍：2019年[56][57]
- 美洲國家盃冠軍：2021年[43], 2024年
- 歐美超級杯冠軍：2022年
- 國際足協世界盃冠軍：2022年

### 個人
- 美洲國家盃最佳門將：2021年[43], 2024年
- 國際足協世界盃金手套獎：2022年
- 国际足联年度最佳门将：2022年 2024年
- 雅辛獎：2023、2024年